# Silvia Matus
Silvia Ethel Matus Avelar (Nejapa, 12 de marzo de 1950) es una socióloga y poeta feminista salvadoreña. Fue la creadora en 1992 de la Colectiva Media Luna, primera agrupación de mujeres lesbianas en la historia de El Salvador. Además de su participación en Media Luna, ha formado parte de organizaciones como Las Mélidas y la Concertación Feminista Prudencia Ayala.

## Biografía
Matus descubrió su amor por la poesía durante su adolescencia.
En la década de 1980, participó como combatiente en organizaciones guerrilleras en el Frente Farabundo Martí para la Liberación Nacional durante la guerra civil de El Salvador. Aunque estas agrupaciones tenían un carácter homofóbico y machista, Matus tuvo su primera relación lésbica cuando aún era parte de ellas, en 1987.
Luego de terminado el conflicto armado, fundó en 1992 la Colectiva Lésbica Feminista Salvadoreña de la Media Luna, primera agrupación lésbica en la historia del país. Esta organización existió entre 1992 y 1998 como una red de mujeres lesbianas, muchas de ellas antiguas guerrilleras, y se formó como respuesta a la exclusión de lesbianas de las organizaciones de mujeres existentes en la época.
Sus escritos han aparecido a lo largo de los años en revistas, periódicos y libros antológicos, así como en sus poemarios En la dimensión del tránsito (1996) e Insumisa primavera (2002). Debido a la falta de recursos económicos, su primer poemario, En la dimensión del tránsito, fue publicado en Honduras en la imprenta de unos amigos de Matus; mientras que su segundo libro, Insumisa primavera, se publicó por la gestión de la Universidad Tecnológica de El Salvador.
En 2011 publicó su tercer poemario, Partisana del amor.

## Estilo y temáticas
La poesía de Matus explora temáticas como el amor lésbico, el feminismo y la violencia en la sociedad salvadoreña, siempre desde una perspectiva de género. El cuerpo femenino deseante, en particular, tiene un papel destacado en su poesía. Estas temáticas pueden apreciarse en poemas como «Amar a otra mujer», como muestra el siguiente fragmento:

Amar a otra mujer
es la apertura al infinito
el misterio del océano
la delicadeza de la rosa
y también es…
estar expuesta y frágil.

## Reconocimientos y legado
En honor a su obra poética, en 2000 recibió el reconocimiento «Mujeres del Siglo», entregado por las agrupación feminista Las Dignas y la COM.
En 2020, la organización Las Hijas de Safo inauguró en el Centro Cultural Feminista Casa de Safo la primera biblioteca lesbofeminista del país y la bautizó con el nombre de Silvia Matus, en honor a su legado en el activismo cultural lésbico.

## Obras
- En la dimensión del tránsito (1996)
- Insumisa primavera (2002)
- Partisana del amor (2011)